# Аз още броя дните
„Аз още броя дните“ е дебютният роман на Георги Бърдаров от 2016 г.
Представянето на романа се състои на 19 май 2016 г. в литературен клуб „Перото“ в София. Книгата излиза след като авторът ѝ печели телевизионното предаване „Ръкописът“ по Българска национална телевизия с жури в състав Владимир Зарев, Ваня Щерева и Захари Карабашлиев. Редактор на романа е Христо Карастоянов, а художник на корицата – Стоян Атанасов.

## Сюжет
Внимание:  Текстът по-долу разкрива сюжета на произведението (или части от него)!
Книгата е написана по действителен случай. Действието в нея се развива по време на най-продължително обсадения град в историята Сараево – 1995 денонощия по време на братоубийствената война в Босна и Херцеговина през 1990-те години. Проследява се забранената любов между християнина Давор и мюсюлманката Айда и последните часове преди опита им за бягство на 19 май 1993 г.
| „               | „Помня как затворих книгата и си казах: „Значи все пак няма невъзможни неща“. Няма невъзможни неща, само ако имаш правилните хора до себе си, които да ти дадат толкова много от себе си и да те изваждат от мрака, когато е най-черно около теб. Няма невъзможни неща, само ако продължиш да вървиш, когато всичко в теб крещи да спреш. Да, към този момент съм се стремял от детството и знам, че той е само начало“ | “ |
| Георги Бърдаров | |   |

| „             | „Аз още броя дните“ е история за война и за любов – за най-хубавото и най-лошото в човека. Балканите раждат такива истории, сладки като мед и люти като ракия. | “ |
| Милена Ташева | |   |